# پدرو د اردیا
پدرو د اردیا (Pedro de Heredia) (مادرید، زادهٔ حدود ۱۵۰۵ - زهارا د لوس آتونس، کادیس، درگذشتهٔ ۲۷ ژانویه ۱۵۵۴) کنکیستادور اسپانیایی، بنیان‌گذار شهر کارتاخنا د ایندیاس و کاوشگر سواحل شمالی و مناطق داخلی کلمبیای امروزی بود.

## اوایل زندگی

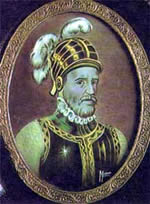
پدرو د اردیا

پدرو د اردیا از نوادگان خانواده‌ای ثروتمند از تبار اشراف بود. والدینش، پدرو د اردیا و اینس فرناندز بودند. مورخ، خوان د کاستلانوس بیان می‌کند که اردیا حتی از سنین جوانی، شخصیتی ماجراجو و ستیزه‌جو داشت. اردیا در جوانی با شش مرد که سعی کردند او را در کوچه‌ای تاریک در مادرید بکشند، درگیر شد. در آن دعوا، بینی او به قدری آسیب دید که نیاز به پزشکی، از دربار اسپانیا داشت. اردیا برای تلافی، سه نفر از آن مهاجمان را کشت و سپس برای فرار از چنگ عدالت، همسر و فرزندانش را ترک کرد و به دنیای جدید گریخت.

## اولین سفر به بر جدید
اردیا به همراه برادرش آلونسو د اردیا به هند غربی سفر کرد و در سانتو دومینگو، پایتخت جزیرهٔ هیسپانیولا زندگی کردند، در آنجا صاحب یک کارخانهٔ قند و ملکی در استان آزوا شدند. سپس با خبر درگذشت فرماندار سانتا مارتا، رودریگو د باستیداس، هیئت سلطنتی سانتو دومینگو تصمیم گرفتند که پدرو د وادیلو را به عنوان فرماندار موقت استان و پدرو د اردیا را به عنوان معاونش به آنجا بفرستند. در سال ۱۵۲۸، وادیلو و اردیا به همراه ۲۰۰ مرد، وارد سانتا مارتا شدند، اما طولی نکشید که درگیر اختلافاتی با رودریگو آلوارز پالومینو، معاون سابق باستیداس، شدند که این موضوع با غرق شدن پالومینو در رودخانه‌ای به نام خودش، خاتمه یافت.
وادیلو به عنوان فرماندار موقت سانتا مارتا خدمت کرد، اما برای شرکت در (یک دادگاه اجرایی و قضایی) به سانتو دومینگو بازگشت. در این حین، اردیا تا سال ۱۵۲۹ به کار خود ادامه داد و در تعامل با هندیان، تجربیات زیادی را به‌دست‌آورد. او غنیمت‌های ارزشمندی از مبادلات آینه، ناقوس و دیگر اشیاء زینتی با بومیان جمع‌آوری کرد، سپس به سانتو دومینگو و بعد با کشتی به اسپانیا بازگشت.

## اولین سفر اکتشافی به بر جدید
اردیا زمانی که در مادرید بود، تلاش کرد تا تأییدیهٔ سلطنتی برای حفظ متصرفات، قلمرو خلیج کارتاخنا و نیواندولوسیا را به دست آورد؛ نیواندولوسیا سرزمینی بود که از دهانهٔ رودخانهٔ ماگدالنا تا ستان دارین که متعلق به آلونسو د اوجدا بود، امتداد داشت. قراردادی که در آن به اردیا، لقب آدلانتادو داده شد، در ۵ اوت ۱۵۳۲، توسط ملکه جوآنا از کاستیل (معروف به جوآنای دیوانه) در مدینا دل کامپو امضا گشت. منطقه‌ای که به اردیا واگذار شده بود، تقریباً کل کلمبیای کنونی و بیش از نیمی از اکوادور امروزی را در بر می‌گرفت که از سرزمین‌های داخل کشور تا ناحیهٔ استوایی امتداد داشت. اردیا به شهر سویا نقل مکان و در آنجا یک گالن، یک کشتی و یک پتاچی را تهیه و در نوامبر ۱۵۳۲، با ۱۵۰ مرد و ۲۲ اسب از کادیس، حرکت خود را آغاز کرد.
اردیا ابتدا وارد پورتوریکو شد و در آنجا بازماندگان گروه اکتشافی سباستین کابوت را پیدا کرد که پس از شش سال تلاش سخت و نافرجام در نیم‌کره غربی در حال بازگشت از ریو دلا پلاتا بودند. اردیا تعدادی از افسران کابوت را به گروه خود افزود، از جمله فرانسیسکو سزار که او را معاون خودش کرد. او سپس عازم سانتو دومینگو شد، جاییکه از املاک خود بازدید کرد و تعدادی هندی، برده، چند زن اسپانیایی و یک مترجم به نام ایندیا کاتالینا را به خدمت خود درآورد. ایندیا کاتالینا زنی بومی بود که به هر دو زبان اسپانیایی و هندی مسلط و در جوانی توسط دیگو د نیکوزا ربوده شده بود.

## تأسیس کارتاخنا د ایندیاس
اردیا پس از گذراندن روز کریسمس در سانتو دومینگو، از میان دریای کارائیب به قارهٔ آمریکای جنوبی رفت، جاییکه با کشتی‌های ساحلی در خلیج سانتا مارتا دریاگردی نمود و سپس از دهانهٔ رودخانهٔ ماگدالنا گذشت. او چندین دهکدهٔ هندیان موکانا را پشت سر گذاشت تا اینکه در ۱۴ ژانویه ۱۵۳۳ به کالاماری، بزرگ‌ترین دهکده که در ساحل شنی خلیج کارتاخنا قرار داشت، رسید. اردیا پس از درگیری شدید با بومیان قلمرو تورباکو، شهری را بنا نهاد که امروزه کارتاخنا د ایندیاس نامیده می‌شود و نام آنجا را از شهر کارتاخنا در اسپانیا برگرفت، زیرا خلیج مشابهی داشت، اما آنجا را «کارتاخنا د پونینته» نامید تا از آن شهر متمایز باشد. تاریخ دقیق تأسیس کارتاخنا د ایندیاس همچنان موضوعی بحث‌برانگیز است. برخی معتقدند که در ۲۰ یا ۲۱ ژانویه ۱۵۳۳ بوده، اگرچه فرهنگستان تاریخ کلمبیا، تاریخ اول ژوئن ۱۵۳۳ را ثبت کرده‌است.

## سفرهای اکتشافی درون مرزی و رسیدنسیاس
اردیا با سران قبایل هندی در نزدیکی جزایر، پیمان دوستی امضا کرد. اردیا با کمک کاتالینا به عنوان مترجم، مناطق اطراف کارتاخنا از جمله تورباکو و رودخانهٔ ماگدالنا را فتح و کنترل کرد.
پدرو د اردیا دومین سفر اکتشافی به دریای جنوب را تدارک دید و در سال ۱۵۳۴، به رودخانهٔ سینو رسید و در آنجا مقبره‌های بومیان را در جست‌وجوی طلا غارت کرد. سپس او و نیروهایش وارد آنتیوکیا شدند و خسته، به کارتاخنا بازگشتند.
بلافاصله پس از ورود اردیا به کارتاخنا در ۲۵ ژوئیه ۱۵۴۴، شهر توسط نجیب‌زادهٔ پروتستانی فرانسوی، ژان فرانسوا روبروال، معروف به «رابرت بال» تاراج شد. اندکی پس از حملهٔ روبروال، اردیا برای تصاحب سرزمین‌های تحت حاکمیت کارتاخنا، آنتیوکیا را ترک کرد. او بعدها در سال ۱۵۴۸ به کارتاخنا بازگشت تا برای سوءاستفاده از قدرت و اقتدارش در زمان ریاست خود، در (دادگاه بررسی) حاضر شود. بازرس (بازرس سلطنتی که به شورای هند غربی گزارش می‌داد) میگل دیز د آرمنداریز در همهٔ اتهامات، اردیا را گناهکار دانست. هرچند، اردیا مقام اجرایی خود را حفظ کرد.

## وفات
در سال ۱۵۵۲، اردیا با ۲۸۹ اتهام جدید از سوی قاضی دادگاه (یک عضو دادگاه) استیناف سانتافه، خوان مالدونادو، مواجه شد. این اتهامات عبارت بودند از: تخصیص غیرقانونی بودجهٔ سلطنتی، خویشاوندی، ممانعت از جلسات شوراهای شهری، خشونت‌های شدید نسبت به افراد بومی مانند زنده سوزاندن، ناقص و شکنجه‌کردن. اردیا پس از مجرم شناخته شدن و برکناری از مقام خود به اسپانیا بازگشت تا درخواست تجدید نظر کند. در ۲۷ ژانویه ۱۵۵۴، (برخی منابع می‌گویند ۱۵۵۵) کشتی اردیا، لا کاپیتانا که بخشی از ناوگان کوزمه فارفون بود، در سواحل زاهارا د لس اچونز غرق شد. او سعی کرد به‌سوی ساحل شنا کند، اما جسدش هرگز پیدا نشد.